# Réz(II)-bromid
A réz(II)-bromid szervetlen vegyület, képlete CuBr2. A fényképészetben a fényképek előhívásánál alkalmazzák, a szerves kémiai szintézisekben brómozásra szolgál.

## Előállítása
Réz-oxid és hidrogén-bromid vizes oldatának reakciójával állítható elő:
CuO + 2HBr → CuBr2 + H2O

## Fordítás
Ez a szócikk részben vagy egészben  a   Copper(II) bromide című angol Wikipédia-szócikk ezen változatának fordításán alapul.  Az eredeti cikk szerkesztőit annak laptörténete sorolja fel. Ez a jelzés csupán a megfogalmazás eredetét és a szerzői jogokat jelzi, nem szolgál a cikkben szereplő információk forrásmegjelöléseként.